# 楊瓊瓔
楊瓊瓔（1964年10月19日—），中華民國政治人物，中國國民黨籍，現任立法委員，曾任臺中市副市長、國民黨副秘書長、國民黨中央委員會委員。

## 早年及背景
楊瓊瓔出生於臺中縣沙鹿鎮（今臺中市沙鹿區）。父親楊定照曾任臺中縣議員，母親名為王秀麗，祖父擔任梧棲鎮（今梧棲區）福德里里長將近28年，妹妹楊瓊珍曾任大雅鄉（今大雅區）鄉民代表。
楊瓊瓔就學於沙鹿國小、沙鹿國中、清水高中，畢業於東海大學社會學系、公共事務碩士學程在職進修專班。

## 從政生涯
1989年，25歲當選臺灣省議員並於1994年連任。
1998年，參選臺中縣選舉區立法委員選舉，經婦女保障名額席次，當選第四屆立法委員。
2001年，連任第五屆立法委員。
2004年，連任第六屆立法委員。
2008年，改制為單一選區，代表國民黨參選臺中縣第五選舉區立法委員選舉，選區範圍為 后里鄉、神岡鄉、大雅鄉、潭子鄉，擊敗民進黨提名的郭俊銘。
2012年，選區變更為臺中市第三選舉區，選區範圍不變，擊敗民進黨提名的童瑞陽。
2016年1月11日，由於大環境對國民黨極為不利，因此敗給當時民主進步黨禮讓的時代力量籍候選人洪慈庸，結束長達17年的國會問政生涯
2018年，盧秀燕當選臺中市市長，受邀擔任副市長，滿周年前夕辭職並全力投入立委選戰，
2020年1月11日，擊敗尋求連任的洪慈庸成功重返立法院。

## 爭議

### 質疑有一半以上的學生數學學測低於均標
2010年5月27日，立法院教育文化委員會審查教育預算時，楊瓊瓔針對計分標準與學生程度等提出看法，並質疑學測數學試題難度太難，導致近五成考生低於均標，零分人數也超過2,100人，認為會抹殺學生學習數學的興趣，因此要求調整大學入學考試的數學題目難度。時任教務部長吳清基對此回應，已和大考中心反映溝通。然而2008年大學入學考試中心的發布《新五標說明》即有指出，「均標」為該科成績位於第50百分位數之考生分數。

### 中南部缺水現象之質詢
2021年5月5日，楊瓊瓔質詢時任經濟部長王美花用水用電的議題。楊瓊瓔指出「別人沒有缺水我缺水，為什麼北部、南部下雨，我中部不下雨？」並強調是因為台中電廠發電導致，「我中部在這裡燒燙燙，怎麼下得下來？」，認為中部火力發電廠燃煤導致台中地區溫度提高，致使臺灣中南部2021年春季乾旱限水。王美花回應：中部未降雨是整個氣候變遷問題，水、供電都是經濟部職責，都希望能夠穩定供應。王美花表示，「台中用電量已經大於台中電廠發電量，希望北中南都能夠承擔發電」。

## 選舉紀錄
| 年度 | 選舉屆數             | 選舉區           | 所屬政黨   | 得票數  | 得票率 | 當選標記 | 備註 |
| ---- | -------------------- | ---------------- | ---------- | ------- | ------ | -------- | ---- |
| 1989 | 第九屆臺灣省議員選舉 | 臺中縣選舉區     | 中國國民黨 | 45,180  | 7.74%  |          |      |
| 1994 | 第十屆臺灣省議員選舉 | 臺中縣選舉區     | 中國國民黨 | 64,735  | 9.67%  |          |      |
| 1998 | 第四屆立法委員選舉   | 臺中縣選舉區     | 中國國民黨 | 32,947  | 4.96%  |          |      |
| 2001 | 第五屆立法委員選舉   | 臺中縣選舉區     | 中國國民黨 | 41,223  | 6.23%  |          |      |
| 2004 | 第六屆立法委員選舉   | 臺中縣選舉區     | 中國國民黨 | 43,134  | 6.82%  |          |      |
| 2008 | 第七屆立法委員選舉   | 臺中縣第五選舉區 | 中國國民黨 | 72,270  | 57.69% |          |      |
| 2012 | 第八屆立法委員選舉   | 臺中市第三選舉區 | 中國國民黨 | 99,400  | 57.53% |          |      |
| 2016 | 第九屆立法委員選舉   | 臺中市第三選舉區 | 中國國民黨 | 78,334  | 45.16% |          |      |
| 2020 | 第十屆立法委員選舉   | 臺中市第三選舉區 | 中國國民黨 | 91,182  | 46.29% |          |      |
| 2024 | 第十一屆立法委員選舉 | 臺中市第三選舉區 | 中國國民黨 | 106,306 | 55.72% |          |      |